# Монсул
Монсул (порт. Monsul)  —  район (фрегезия) в Португалии,  входит в округ Брага. Является составной частью муниципалитета Повуа-де-Ланьозу. Находится в составе крупной городской агломерации Большое Минью. По старому административному делению входил в провинцию Минью. Входит в экономико-статистический  субрегион Аве, который входит в Северный регион. Население составляет 806 человек на 2001 год. Занимает площадь 3,39 км².